# Palazzo Cantarella

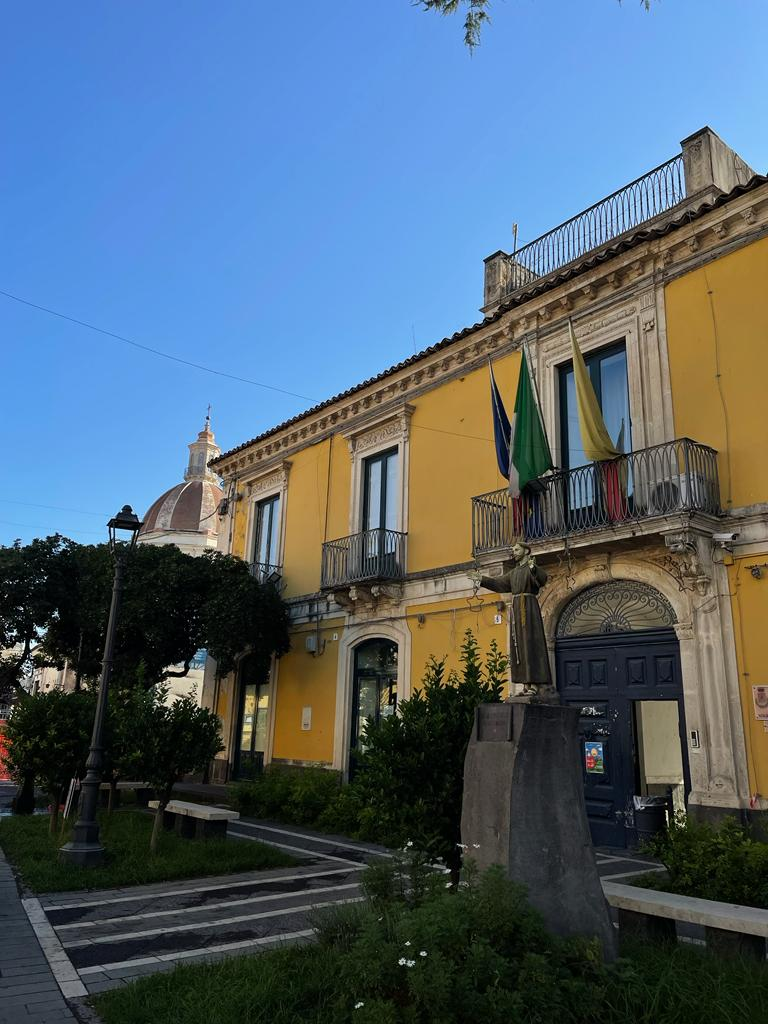
Vista ingresso principale di Palazzo Cantarella

Il palazzo Cantarella di Aci Sant'Antonio, in Provincia di Catania, si erge nell'omonima piazza al numero civico 5 di via Regina Margherita, e risale alla seconda metà del XIX secolo. 
Esso è stato costruito su commissione di Raimondo Cantarella, un cittadino benestante dell'epoca. 

## Storia
Le notizie storiche su questo palazzo sono veramente poche ed alcune non sono del tutto certe, a causa della scarsità di documenti scritti e conservati. Quello che è certo, è che l'edificio si presenta in stile liberty. Si può presumere che, i pittori ed autori delle pitture parietali e dei puttini, siano gli stessi ad aver decorato la chiesa Madre di Sant'Antonio Abate, tra cui Rosario Scavo. 

## Descrizione
L'edificio presenta una pianta ad "L"  e si sviluppa su due ordini, che corrispondono al primo e secondo piano. 
Il portone d'ingresso è in legno sormontato da un arco ribassato e sorretto da due semi colonne: la chiave di volta è composta da due foglie d'acanto. La parte superiore presenta le lettere "RC": iniziali del nome del proprietario Raimondo Cantarella, ed il portale introduce ad un androne attraverso il quale si accede ad un cortile interno. L'androne ha un soffitto di volte a crociera. 

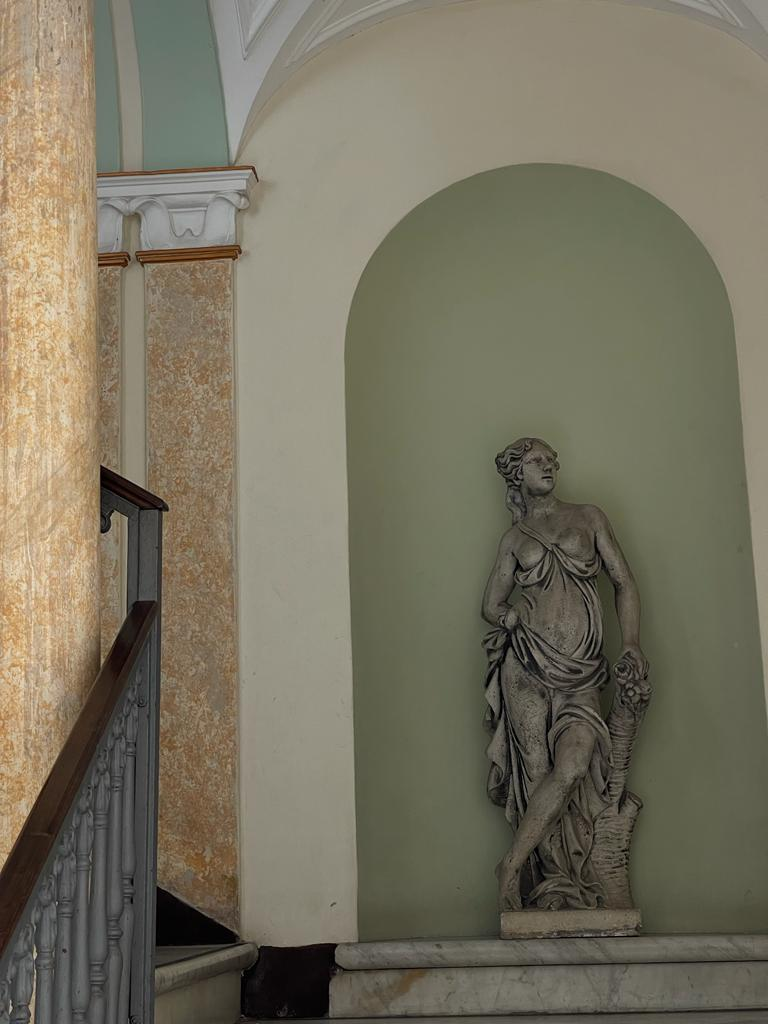
Scale interne principali che accedono alle sale nobili del Palazzo Cantarella

### Primo piano
Nel piano inferiore, oltre al cortile interno, vi sono situate diverse stanze che un tempo costituivano gli alloggi della servitù. 

### Secondo piano
Il piano superiore, o piano nobile, è costituito da 7 stanze: 

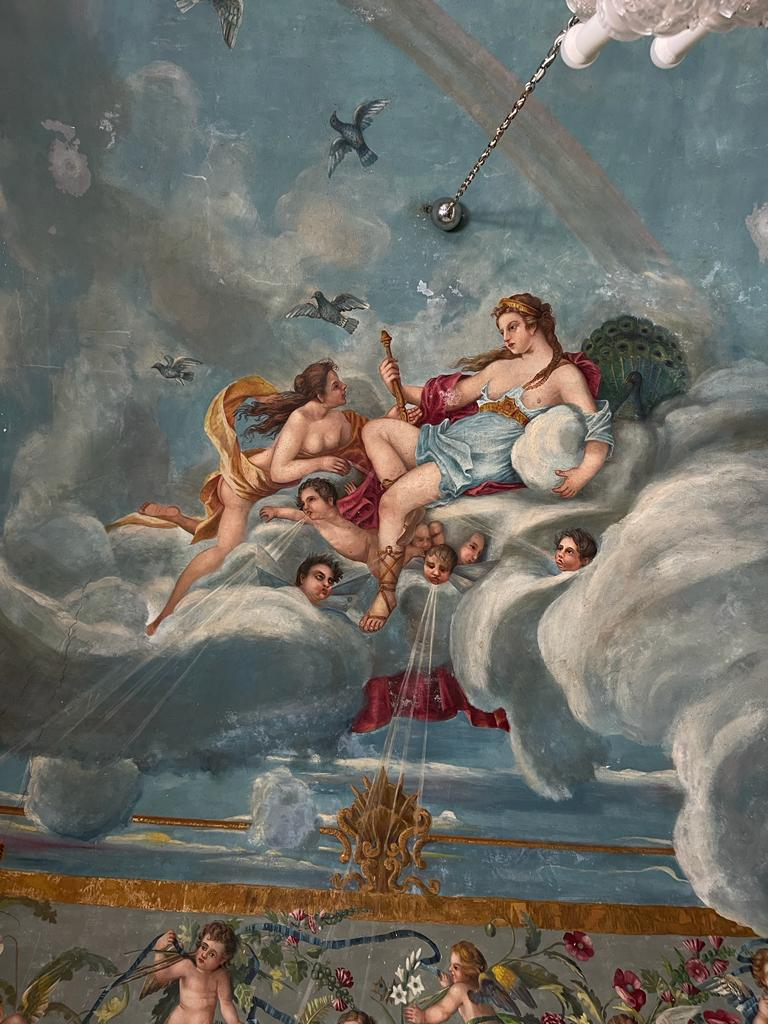
Dettaglio affresco della dea Giunone sul tetto dell'omonima sala

1. L'ingresso
2. La stanza Giunone
3. Dettaglio affresco della dea Giunone sul tetto dell'omonima salaIl disimpegno
4. La stanza dei Tondi
5. La stanza dei Tondi autunnali
6. Il salone delle feste

#### La stanza Giunone
La stanza" Giunone" ha una forma quadrangolare ed era  destinata ad essere la camera da letto padronale. Il suo nome è ispirato dalla dea Giunone, raffigurata sul soffitto, adagiata su una nuvola con lo scettro in mano. Accanto ad essa una ragazza si protende verso la dea, incantata dalla sua bellezza. Entrambe circondate dai quattro venti e due colombe che volano nel cielo. Anche il pavone, simbolo della dea, trova il suo posto nel dipinto alle spalle della divinità. 
La nuvola si estende su tutto il soffitto, terminando con un arcobaleno. Le pareti sono adornate con 36 puttini, di cui 7 senza ali e 29 con le ali. La maggior parte di essi tiene un nastro colorato che, in ogni parete varia tra il rosso, il blu, il verde e il giallo. I puttini sono affiancati da foglie, palme e fiori e compiono tutti azioni differenti come portare fiori, danzare e tenere  nastri.
Uno in particolare è rappresentato da una figura che dipinge con in mano un pennello e in bocca una pipa, probabilmente il pittore ha voluto lasciare la sua firma rappresentando se stesso in quel puttino.

#### La stanza dei Tondi
La stanza dei tondi paesaggistici era uno studio, a forma quadrangolare e decorato sul soffitto con quattro tondi. Questi raffigurano diversi paesaggi campestri e delle località siciliane. Il primo raffigura un paesaggio montano, sullo sfondo di un vulcano (presumibilmente l'Etna) che emette fumo; il secondo, anch'esso un paesaggio montano, rappresenta delle montagne dalle quali sgorga un fiume, o una sorgente,sormontata da un ponte; passiamo poi ad una chiesa campestre ed infine ad un paesaggio invernale dal quale sorgono delle montagne innevate che fanno da cornice ad un solitario edificio. 
A fianco ai tondi e nel soffitto son presenti ulteriori decorazioni dipinte con motivi ornamentali di tipo floreale.

#### La stanza dei Tondi autunnali
La stanza dei Tondi autunnali ha una forma quadrangolare ed era un'ulteriore camera da letto, decorata con quattro tondi paesaggistici i quali rappresentano: un paesaggio autunnale, un paesaggio di campagna, un paesaggio invernale ed infine un lago illuminato dalla luna con due cigni.
Accanto ai tondi sono presenti strisce decorative in cui vi erano rappresentati motivi ornamentali di tipo floreale.

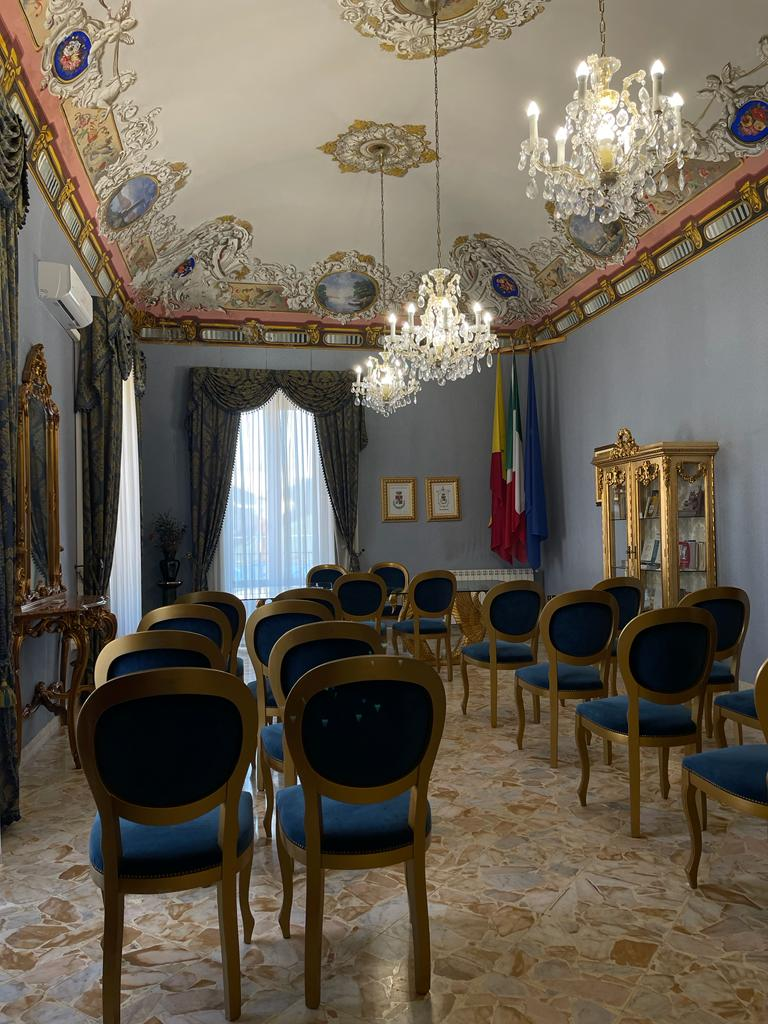
Odierno salone celebrazione matrimoni del Palazzo Cantarella

Nel soffitto è presente una piccola decorazione che raffigura un mazzo di fori.

#### Il Salone delle Feste

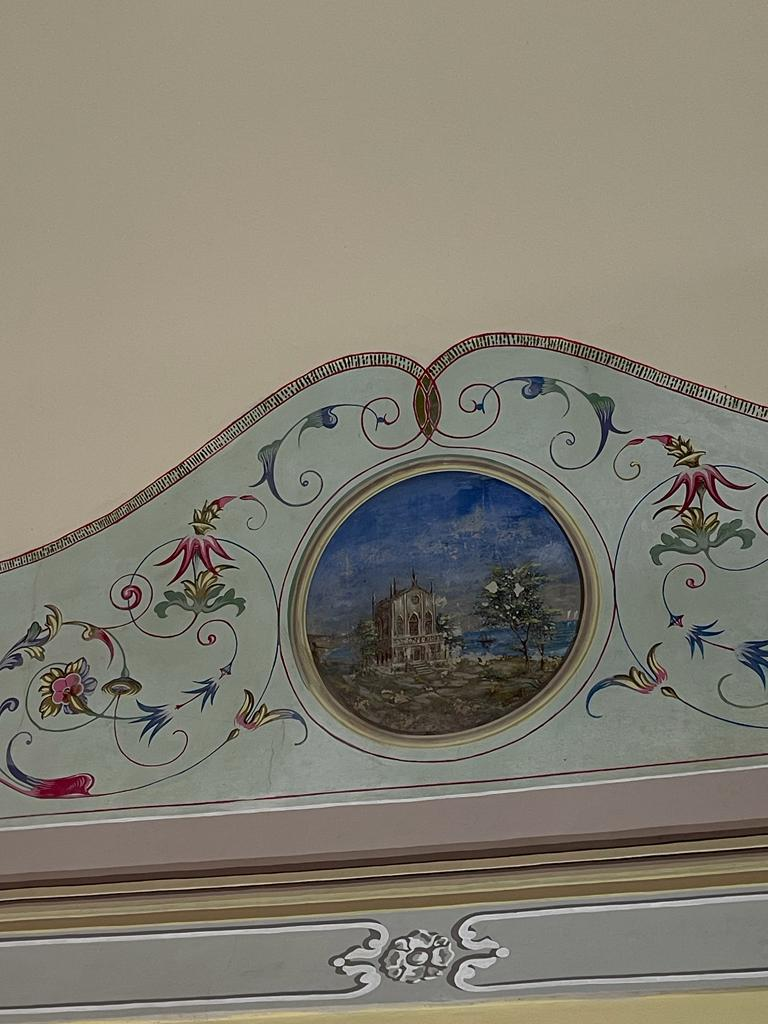
Dettaglio affresco del tondo raffigurante la chiesa immersa in un paesaggio campestre

La stanza delle feste è di forma rettangolre e, come suggerito dal nome, era il salone dove si svolgevano le feste nobiliari. Le pareti sono decorate con sei ovali paesaggistici: nel primo ovale sono raffigurate le rovine di un villaggio, nel secondo ovale è rappresentato un paesaggio notturno con la luna che si specchia sul mare e sulla spiaggia; nel terzo ovale è raffigurato un palazzo in riva al mare; nel quarto ovale invece è raffigurato un paesaggio marino; nel quinto vi è raffigurato un paesaggio di campagna con delle case immerse nel verde; nel sesto infine sono raffigurate alcune montagne e su una collina vi è una chiesa e una abitazione. Attorno ai tondi sono presenti alcune decorazioni di tipo naturalistico e su entrambi i lati maggiori della stanza si trovano due cavalli rampanti che trainano un puttino. In alto ai quattro angoli della stanza vi sono raffigurati quattro ovali incorniciati da decorazioni. Sul lato destro della stanza (o salone dei matrimoni) è inserita una piccola cappella privata. La parte superiore è decorata con una croce e sei teste di angeli, la parte inferiore è decorata con tre tipi di marmi, due finti ed uno vero. Tutti i dipinti menzionati fino ad ora e presenti nel palazzo sono attribuiti al pittore Rosario Scavo di Acireale.

## Attualità
Ad oggi il Palazzo Cantarella è di proprietà del Comune di Aci Sant'Antonio ed offre dei servizi a tutti i cittadini del paese. Quelle che un tempo erano le stanze e gli alloggi di nobili e servitù ad oggi ospitano alcuni uffici comunali tra cui i Servizi Sociali, l'Ufficio Anagrafe e l'Ufficio Elettorale. Alcune sale sforzesche, come la sala delle Feste, vengono utilizzate per ulteriori scopi tra cui celebrare i matrimoni e ospitare convegni.